# Sienes
Sienes ist ein Ort und eine Gemeinde (municipio) mit 42 Einwohnern (Stand: 2024) im Norden der Provinz Guadalajara in der Autonomen Gemeinschaft Kastilien-La Mancha. Neben dem Hauptort Sienes gehören die Ortschaften Tobes und Torrecilla del Ducado zur Gemeinde.

## Lage und Klima
Sienes liegt in einer Höhe von ca. 1035 m in der Kulturlandschaft der Serranía. Die Entfernung zur südwestlich gelegenen Provinzhauptstadt Guadalajara beträgt ca. 75 Kilometer (Fahrtstrecke). Das Klima ist gemäßigt bis warm; Regen (505 mm/Jahr) fällt übers Jahr verteilt.

## Bevölkerungsentwicklung
| Jahr      | 1970 | 1981 | 1991 | 2001 | 2011 | 2021 |
| Einwohner | 213  | 115  | 108  | 73   | 65   | 50   |

## Sehenswürdigkeiten
- Eulalienkirche in Sienes